# 그레천 칼슨
그레천 칼슨(Gretchen Carlson, 1966년 6월 21일 ~ )은 미국의 텔레비전 논평가, 언론인, 작가이다. 2017년 타임 선정 세계에서 영향력 있는 100인 중 한 명이다. 지역 방송에서 경험을 쌓은 후 2000년 CBS사의 특파원으로 채용되어 이후 방송 진행자로도 활동했으며, 2005년 폭스 뉴스 채널로 이직해 활동했다.
2016년 6월 23일 폭스 뉴스와의 계약 종료 며칠 후인 7월 6일, 그레천은 폭스 뉴스의 회장이자 CEO인 로저 에일스를 성희롱으로 고소하였다. 칼슨에 뒤이어 다수의 여성들이 로저 에일스를 잇따라 고소하였고, 이후 사퇴 압박에 못 이긴 로저는 결국 자리에서 물러나게 되었다. 2017년 출간된 두 번째 저서 Be Fierce: Stop Harassment and Take Your Power Back 은 뉴욕 타임즈 베스트셀러에 올랐다.
미스 미네소타 대표로 1989 미스 아메리카 대회에 출전해 우승한 경력이 있다.